# Highlord (banda)

## Biografía
Highlord es una banda italiana de Melodic Power metal formada en 1996. Contando con la participación de Stefano Droetto en las guitarras principales, Alex Muscio en los teclados, Luca Pellegrino en la batería, Vascé en las voces principales y Diego de Vita en el bajo. Su Debut fue en el año 1999; con su primer álbum "Heir of Power", mostrando unos tintes muy metaleros en los temas que componen este álbum, interpretados bajo las voces de su cantante Vascé. Un año más tarde la banda proyecta su nuevo trabajo titulado "When the Aurora Falls...", un disco mucho más rápido, y contando nuevamente con una voz de Vascé y la guitarra de Stefano Droetto; la banda después de haber participado en un tributo a Manowar, anuncia el alejamiento del cantante Vascé, los motivos de su ruptura con la agrupación fueron bastantes claros dados que Vascé estaba muy cansado de cantar metal. Tuvieron que pasar dos años para poder estar en presencia de su nuevo trabajo de estudio en el 2002 llamado "Breath of Eternity" bajo el sello de Sounholic y contando con la nueva presencia en la formación de Andrea Marchisio en las voces y lejos de tener un caudal de voz tan particular como su antecesor, Andrea muestra unos tonos graves bien a la altura de cantantes como Michael Kiske, Timo Kotipelto o Roberto Messina. Por el lado musical se destacan los temas Atlantis, Phoenix´s Fire y Breath of Eternity como estandartes del álbum, no faltan las baladas como Moonlight Romance o los gancheros como Back From Hell, como curiosidad se encuentra Pegasus Fantasy a modo de bonus track que no es más que una versión más metalera del clásico animé japonés Saint Seiya. Después de algunos recitales en Europa lanzan su cuarto álbum de estudio, "Medusa Coil's" esta vez bajo el sello de Arise Records, un disco con casi la totalidad de temas más pesados que en anteriores álbumes, por primera vez la banda publica un cortometraje del tema Scarlet Tears filmado en un estudio de grabación que si bien el tema no está completado en su totalidad se puede ver a los integrantes de la banda en un video; cabe mencionar que como bonus track del disco nuevamente realizan un tema animé, esta vez se trata de "Tough Boy" perteneciente de la saga de Puño de la Estrella del Norte. En el año 2006 nuevamente vuelven a lanzar otro álbum de estudio titulado esta vez "Instant Madness" con el sello discográfico de Mythic Silence / Soundholic, un disco que sigue en la línea de temas con sonido heavys y menos rápidos, como costumbre en el apartado del bonus track lanzan una versión de "Chala Head Chala" la intro del animé japonés Dragon Ball Z, sin embargo este sería el último disco con la participación de unos de sus fundadores, Alex Muscio. Llegando al año 2009, lanzan su sexto trabajo de estudio, "The Death of the Artists", con el sello discográfico Scarlet Records y en los estudios de grabación New Sin Studios; por el lado musical se puede mencionar que han retomado un poco sus raíces y vuelven a componer temas rápidos al estilo de Breath of Eternity o When the Aurora Falls, e incluye una versión ultra rápida del tema "Zankokuna Tenshi Teeze" del animé japonés Evangelion además de hacer una versión de "Rebel Yell" del cantante Billy Idol. Un año más tarde graban su primer video oficial y el tema seleccionado fue "Simple Man", esta vez sí se grabó en su totalidad y como dato llamativo se observa a "Lele Mr. Triton" detrás de los teclados quedando en evidencia que él pertenecerá a la formación de forma estable de la agrupación. En recientes anuncios de Highlord han admitido la salida de Diego de Vita debido a problemas personales que no lo dejaban mantener una concentración a pleno con la banda, sin rastros de un sustituto definido la alineación queda parcialmente con cuatro componentes, hasta que a principios de enero de 2011 la banda le da la bienvenida a "Dany V" para cerrar el quinteto que una vez fueron de cinco componentes de la banda que es el bajo. Llegado el año 2014 y luego de un videoclip de su último álbum "No More Heroes" el guitarrista y fundador de la banda Stefano Droetto decide alejarse de la banda por problemas personales y que le impedía a nivel profesional seguir con la agrupación. Hoy en día Highlord lejos de separarse por esta baja está en la búsqueda de un nuevo guitarrista.

## Discografía

### Álbumes
- Heir Of Power (1999)
- When The Aurora Falls... (2000)
- Breath Of Eternity (Soundholic, 2002)
- Medusa's Coil (Arise Records, 2004)
- Instant Madness (Mythic Silence/Soundholic, 2006)
- The Death Of The Artists (Scarlet Records/Audioglobe/Disk Heaven Japan, 2009)
- The Warning After (Punishment 18 Records, 2013)
- Hic Sunt Leones   (Massacre Records, 2016)

### Demo
- Avatar (1997)

### Canciones de animé
- Pegasus Fantasy (Saint Seiya)
- Tough Boy (El Puño de la Estrella del Norte)
- Cha-La Head-Cha-La (Dragon Ball Z)
- Zankoku na Tenshi no These (Evangelion)

## Formación

### Miembros actuales
- Andrea Marchisio  - Voz
- Francesco Lombardo - Guitarra
- Lele Mr. Triton - Teclados, piano & sintetizadores
- Luca Pellegrino - Batería
- Massimiliano Flak - Bajo

### Miembros Pasados
- Vascé - (1996-2002) - Voz - Guitarra
- Stefano Droetto - Guitarra
- Alessandro Muscio - Teclados
- Diego De Vita - Bajo